# كيفن بالز
كيفن بالز (بالإنجليزية: Kevin Bales)‏ هو عالم اجتماع أمريكي، ولد في 9 فبراير 1952.

## وصلات خارجية
- الموقع الرسمي